# Polární kruh

Polární kruhy na mapě světa

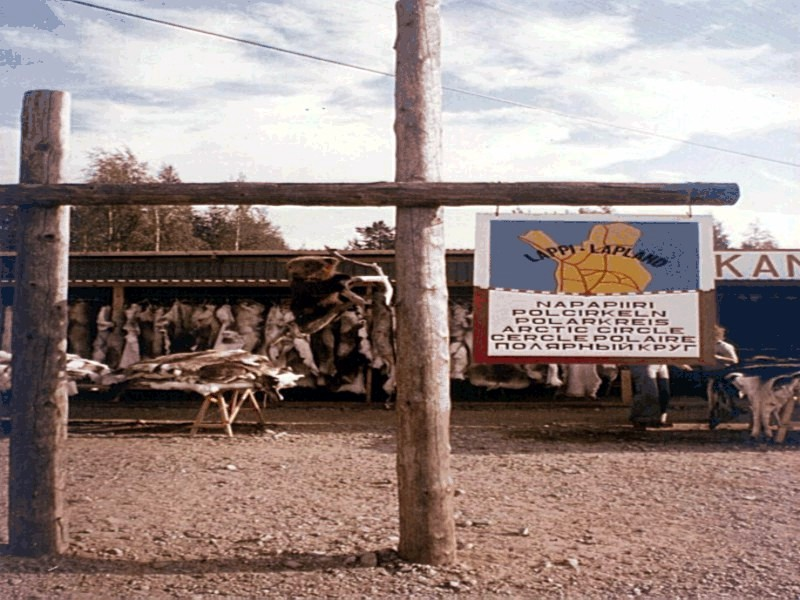
Na polárním kruhu ve Finsku, 1975

Polární kruh je zeměpisná rovnoběžka, jejíž poloha je určena sklonem zemské osy. Úhlová vzdálenost polárního kruhu od pólu je rovna sklonu zemské osy. Protože sklon zemské osy se mění v rozsahu 21,8° až 24,4° (podle jiných zdrojů 22,1° až 24,5° nebo 21,5° až 24,5°), mění se i poloha polárního kruhu. Na konci roku 2022 byly polární kruhy na 66°33′49″ severní a jižní šířky. 
Za polárním kruhem alespoň jeden den v zimě slunce nevystoupí nad obzor (nastane tzv. polární noc) a alespoň jeden den v létě nesestoupí pod obzor (polární den). To by ovšem platilo pouze v případě, že by nedocházelo k atmosférické refrakci a Slunce mělo velikost bodu. Ve skutečnosti je oblast, kde nastává polární noc (nad obzorem se neobjeví ani horní okraj slunečního kotouče) posunuta až 60 km blíže k pólu a oblast, kde nastává polární den (nad obzorem je viditelný alespoň horní okraj slunečního kotouče) naopak posunuta až o 60 km dále od pólu.
Na konci roku 2022 ležely polární kruhy přibližně na 66°33'49" severní a jižní šířky. Konkrétně jde o:
- Severní polární kruh, kolem severního pólu. Prochází územím států Dánsko (Grónsko), Finsko, Island, Kanada, Norsko, Rusko, Švédsko a USA (Aljaška).
- Jižní polární kruh, kolem jižního pólu. Prochází pouze územím Antarktidy.

Obecněji je polární kruh myšlená kružnice na povrchu oběžnice, jejíž souřadnice se rovná úhlu, který svírá osa rotace tělesa s rovinou ekliptiky, jinými slovy 90° minus úhlová inklinace tělesa. Zpravidla na oběžnici existují dva polární kruhy, severní a jižní.